# Neolaeops microphthalmus
Neolaeops microphthalmus är en fiskart som först beskrevs av Von Bonde 1922.  Neolaeops microphthalmus ingår i släktet Neolaeops och familjen tungevarsfiskar. Inga underarter finns listade i Catalogue of Life.